# Friedrichstraße (Bonn)

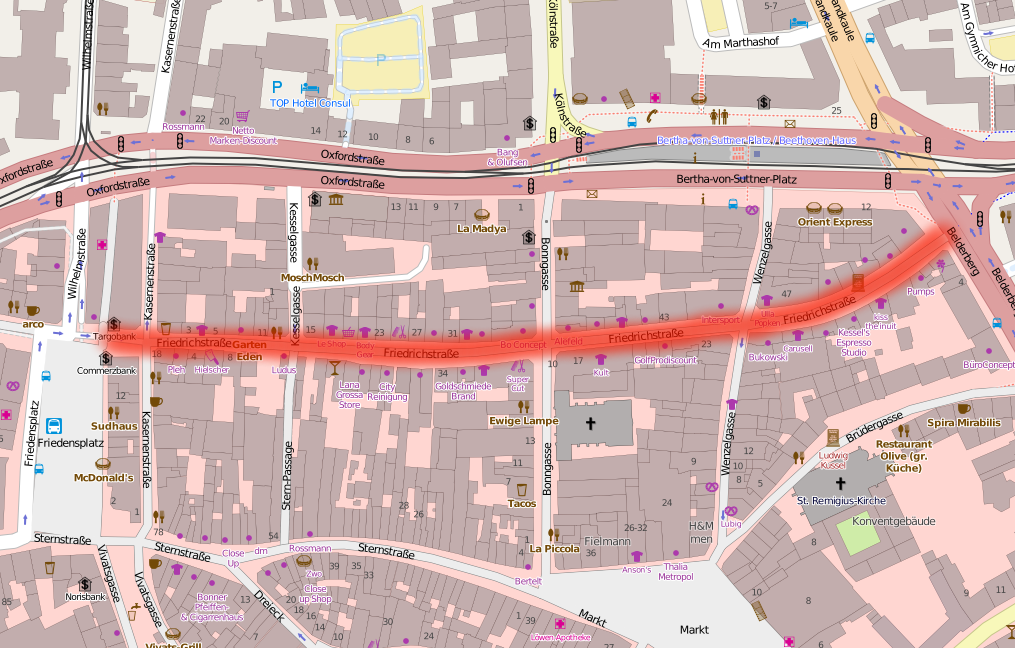
Lagekarte

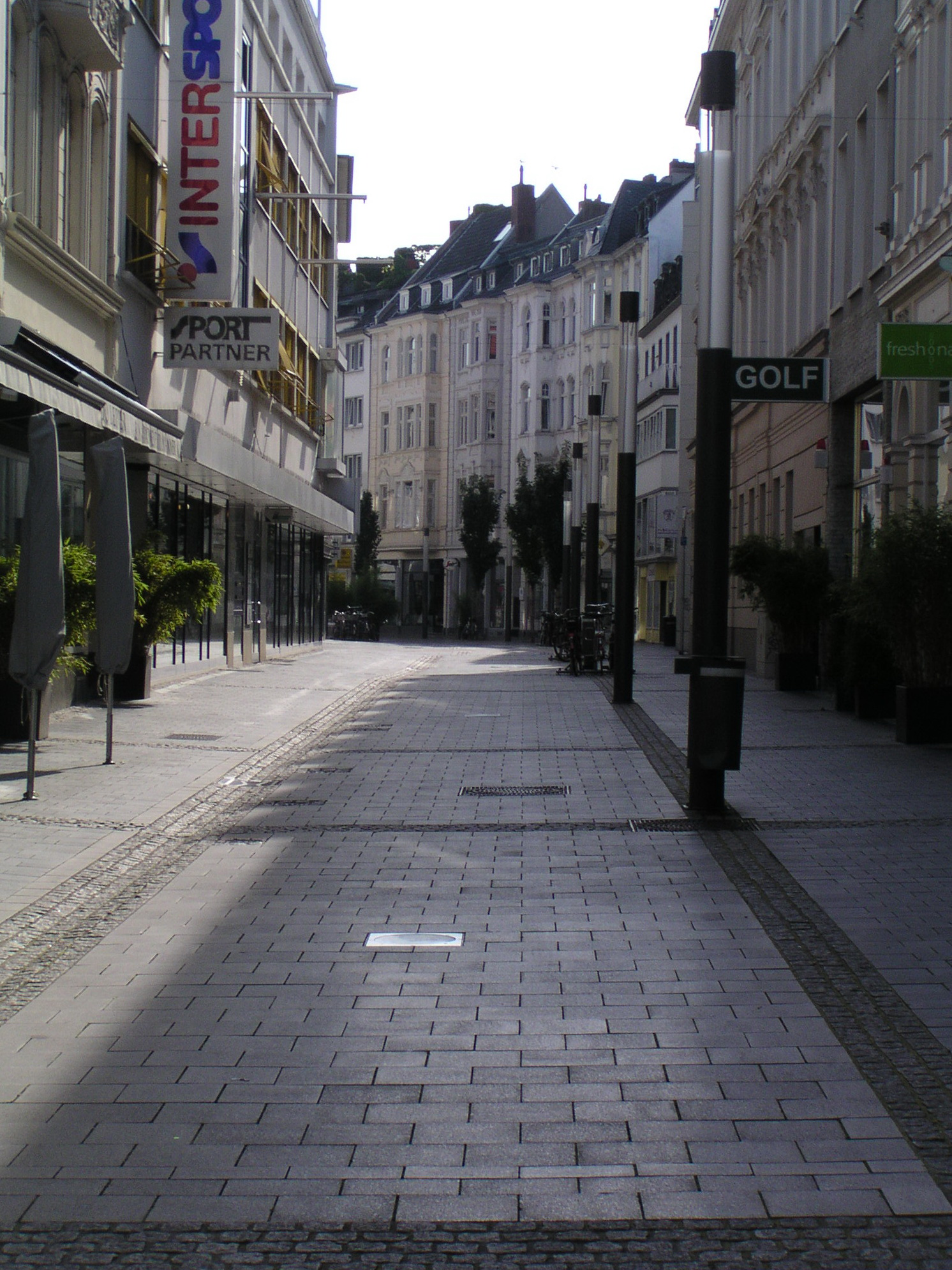
Straßenansicht

Die Friedrichstraße ist eine Straße in der Bonner Fußgängerzone, die zwischen Friedensplatz und Belderberg, parallel zur Oxfordstraße, verläuft. Sie kreuzt die Kasernenstraße, die Bonngasse und die Wenzelgasse. Ihre Länge beträgt 335 Meter, ihre Breite zwischen neun und 13 Metern, und sie hat eine Fläche von 3.500 Quadratmeter. Die Straße wurde benannt nach Maximilian Friedrich von Königsegg-Rothenfels (1708–1784), Erzbischof und Kurfürst von Köln 1761–1784.
Im Rahmen der 10-jährigen Sanierung der Bonner Fußgängerzone wurde die Straße im Jahre 2007 zur Fußgängerzone ausgebaut. Für den rund 1,158 Millionen Euro teuren Ausbau bekamen die Anwohner unter anderem eine gepflasterte Straße, zwölf neue Bäume, die von jeweils zwei Bodenstrahlern angestrahlt werden, und eine sogenannte „intelligente Beleuchtung“. Hierbei handelt es sich um 19 Lichtstelen einer Sonderanfertigung, die eine individuelle Beleuchtung zulassen.
Bei der Umgestaltung wurde der in der Bonngasse beginnende „Weg berühmter Persönlichkeiten“ fortgeführt und, von der Bonngasse beginnend, in Richtung Wenzelgasse verlängert. Es wurden, wie in der Bonngasse auch, beleuchtete Bodenplatten mit den Porträts berühmter Bonner eingebaut.